# Akiko Morigami
Akiko Morigami (født 12. januar 1980 i Osaka, Japan) er en tidligere kvindelig professionel tennisspiller fra Japan. 
Akiko Morigami højeste rangering på WTA single rangliste var som nummer 41, hvilket hun opnåede 15. august 2005. I double er den bedste placering nummer 59, hvilket blev opnået 30. juli 2007. 